# Wasyl Podołynski
Wasyl Podołynski (ur. 15 stycznia 1815, zm. 24 sierpnia 1876 w Maniowie) – ksiądz greckokatolicki, ukraiński działacz społeczny, publicysta. 
W 1841 ukończył studia na Uniwersytecie Lwowskim, w 1843 wyświęcony na księdza. W latach 1837–1841 należał do konspiracyjnej organizacji Synowie Ojczyzny. Napisał broszurę Głos przestrogi..., w której krytycznie oceniał zarówno propolską, prorosyjską jak i germanofilską orientację galicyjskich Ukraińców. Popierał natomiast ideę utworzenia zjednoczonego państwa ukraińskiego. Jego broszura miała wpływ na deklaracje i politykę Głównej Rady Ruskiej w tym zakresie.
W latach 1844–1851 był administratorem parafii w Wetlinie, od roku 1851 do śmierci proboszczem parafii w Maniowie. Utworzył tam pierwszą w powiecie leskim ukraińską szkołę ludową.